# Trumau
Trumau é um município da Áustria localizado no distrito de Distrito de Baden|Baden, no estado de Baixa Áustria.